# Erythmelus kostjukovi
Erythmelus kostjukovi är en stekelart som beskrevs av Triapitsyn 2003. Erythmelus kostjukovi ingår i släktet Erythmelus och familjen dvärgsteklar. Inga underarter finns listade i Catalogue of Life.